# Sungai Abang (Vii Koto)
Sungai Abang is een bestuurslaag in het regentschap Tebo van de provincie Jambi, Indonesië. Sungai Abang telt 2673 inwoners (volkstelling 2010).